# Terrence O'Hara
Pour les articles homonymes, voir O'Hara.
Terrence O'Hara, né le 25 décembre 1945 et mort le 5 décembre 2022, est un acteur et réalisateur américain. Il a travaillé comme réalisateur sur des séries comme Smallville,  Les Experts et NCIS : Enquêtes spéciales.

## Filmographie partielle
- NCIS : Enquêtes spéciales (2003-2022)
- NCIS : Los Angeles (2009-2010)
- Lie to Me (2009-2010)
- The Unit : Commando d'élite (2006-2009)
- Smallville (2002-2007)
- Les Experts (2005-2006)
- JAG (1999-2004)
- Angel (2002-2004, épisodes : Bonne nuit Connor, Dans les abysses, La Course du soleil, Orphée, Le Sous-marin et Une autre réalité)
- Le Caméléon (1997-1999)
- Docteur Quinn, femme médecin (1996-1997)
- Le rebelle (1993-1995)
- Les Dessous de Palm Beach (1992-1995)
- Les Anges du bonheur (1994)